# ايمانويل بيرون
ايمانويل بيرون (بالفرنسية: Emmanuel Biron)‏ هو عداء سريع فرنسي، ولد في 29 يوليو 1988 في ليون في فرنسا.

## وصلات خارجية
- ايمانويل بيرون على موقع الاتحاد الدولي لألعاب القوى (الإنجليزية)
- ايمانويل بيرون على موقع الاتحاد الفرنسي لألعاب القوى (الفرنسية)
- ايمانويل بيرون على موقع الدوري الماسي (الإنجليزية)
- ايمانويل بيرون على موقع اللجنة الأولمبية الدولية (الإنجليزية)
- ايمانويل بيرون على موقع اللجنة الأولمبية الفرنسية (مؤرشف) (الفرنسية)